# پیت‌کرنیا
پیت‌کرنیا (نام علمی: Pitcairnia) نام یک سرده از زیرخانواده پیت‌کرن‌واران است.